# Ceblepyris
Ceblepyris – rodzaj ptaków z podrodziny liszkojadów (Campephaginae) w obrębie rodziny liszkojadów (Campephagidae).

## Zasięg występowania
Rodzaj obejmuje gatunki występujące w Czarnej Afryce oraz na Madagaskarze i Komorach.

## Morfologia
Długość ciała 22–27 cm; masa ciała 40–66 g.

## Systematyka
Rodzaj zdefiniował w 1816 roku francuski przyrodnik Georges Cuvier w publikacji swojego autorstwa Le règne animal distribué d’après son organisation. W ramach późniejszego oznaczenia w 1837 roku francuski zoolog René Lesson na gatunek typowy wyznaczył kruczynę malgaską (C. cinereus).

### Etymologia
Ceblepyris (Cellepyris): gr. κεβληπυρις keblēpuris „ptak wymieniony przez Arystofanesa”, w żaden sposób niezidentyfikowany, ale później powiązany z czeczotką (Acanthis flammea), od κεβλη keble „głowa”; πυρ pur, πυρος puros „ogień”.

### Podział systematyczny
Do rodzaju należą następujące gatunki:
- Ceblepyris cinereus (Statius Müller, 1776) – kruczyna malgaska
- Ceblepyris graueri (Neumann, 1908) – kruczyna górska
- Ceblepyris pectoralis (Jardine & Selby, 1828) – kruczyna białobrzucha
- Ceblepyris caesius M.H.C. Lichtenstein, 1823 – kruczyna szara